# Moçambiques herrlandslag i volleyboll
Moçambiques herrlandslag i volleyboll representerar Moçambique i volleyboll på herrsidan. Laget har deltagit i afrikanska mästerskapet och afrikanska spelen.

### Fotnoter
1. ↑  Todor Krastev. ”Men Volleyball XVI Africa Championship 2007 Durban (RSA) - 16-22.09 Winner Egypt (4th)” (på engelska). http://www.todor66.com/volleyball/Africa/Men_2007.html. Läst 20 april 2024.